# Ewig (Band)
Ewig war eine deutsche Pop-Band, die 2012 von Jeanette Biedermann (Gesang), ihrem Ehemann Jörg Weißelberg (Gitarre) und Christian Bömkes (Bass, Songwriting) gegründet wurde.

## Bandgeschichte
Biedermann und Weißelberg trafen in einem Tonstudio in Berlin auf Christian Bömkes. Diese Begegnung war der Grundstein der Bandgründung um den Jahreswechsel 2011/2012. Im August 2012 wurde ihre erste Single Ein Schritt weiter veröffentlicht, die sich in den Charts platzieren konnte. Ihr Debütalbum Wir sind Ewig folgte im September. Das Album, das ausschließlich auf Deutsch gesungene Lieder beinhaltet, beschäftigt sich mit Liebe und Romantik. Es konnte sich in den Top 50 der deutschen Album-Charts platzieren. Die gleichnamige Tour zum Album führte sie im Oktober und November 2012 durch Deutschland, Österreich und die Schweiz.
Die zweite Single Sieh mich an erschien im Februar 2013. Zusammen mit der Band Pur ging Ewig im Frühjahr des gleichen Jahres auf die zweite Tournee. Im August 2013 wurde der Song Unser Himmel vom Debütalbum als Single veröffentlicht. Im Dezember 2014 wurde mit Indianerehrenwort die erste Single aus dem gleichnamigen Album veröffentlicht, das im Januar 2015 erschien. Im Mai 2015 wurde die zweite Single Wahre Helden aus dem Album veröffentlicht; er dient als Werbesong für die DRK-Blutspende.
Im August 2015 nahm die Band am Bundesvision Song Contest 2015 teil und belegte den 8. Platz mit dem Titel Ein Geschenk, der als dritte Single aus dem Album Indianerehrenwort ausgekoppelt wurde. Im August 2016 wurde die Single Es geht mir gut, der Titelsong zum Kinofilm Conni & Co, veröffentlicht. Auf dem dazugehörigen Soundtrack ist die Band mit sechs Liedern vertreten. Das Musikvideo wurde in der Original-Filmkulisse gedreht.
Im April 2019 wurde die Auflösung der Band verkündet.

## Diskografie

### Studioalben
| Jahr | Titel             | Höchstplatzierung, Gesamtwochen, AuszeichnungChartplatzierungen (Jahr, Titel, Platzierungen, Wochen, Auszeichnungen, Anmerkungen) | Höchstplatzierung, Gesamtwochen, AuszeichnungChartplatzierungen (Jahr, Titel, Platzierungen, Wochen, Auszeichnungen, Anmerkungen) | Höchstplatzierung, Gesamtwochen, AuszeichnungChartplatzierungen (Jahr, Titel, Platzierungen, Wochen, Auszeichnungen, Anmerkungen) | Anmerkungen                              |
| Jahr | Titel             | DE | AT | CH | Anmerkungen                              |
| ---- | ----------------- | --- | --- | --- | ---------------------------------------- |
| 2012 | Wir sind Ewig     | DE44 (1 Wo.)DE | — | — | Erstveröffentlichung: 14. September 2012 |
| 2015 | Indianerehrenwort | DE51 (1 Wo.)DE | — | — | Erstveröffentlichung: 23. Januar 2015    |

### Singles
| Jahr | Titel Album                      | Höchstplatzierung, Gesamtwochen, AuszeichnungChartplatzierungen (Jahr, Titel, Album, Platzierungen, Wochen, Auszeichnungen, Anmerkungen) | Höchstplatzierung, Gesamtwochen, AuszeichnungChartplatzierungen (Jahr, Titel, Album, Platzierungen, Wochen, Auszeichnungen, Anmerkungen) | Höchstplatzierung, Gesamtwochen, AuszeichnungChartplatzierungen (Jahr, Titel, Album, Platzierungen, Wochen, Auszeichnungen, Anmerkungen) | Anmerkungen                           |
| Jahr | Titel Album                      | DE | AT | CH | Anmerkungen                           |
| ---- | -------------------------------- | --- | --- | --- | ------------------------------------- |
| 2012 | Ein Schritt weiter Wir sind Ewig | DE100 (1 Wo.)DE | — | — | Erstveröffentlichung: 30. August 2012 |

Weitere Singles
- 2013: Sieh mich an
- 2013: Unser Himmel
- 2014: Indianerehrenwort
- 2015: Wahre Helden
- 2015: Ein Geschenk